# 845-й истребительный авиационный полк
845-й истребительный авиационный Рижский Краснознамённый полк (845-й иап) — воинская часть Военно-воздушных сил (ВВС) Вооружённых Сил РККА, принимавшая участие в боевых действиях Великой Отечественной войны.

## История наименований полка
За весь период своего существования полк своё наименование не менял:
- 845-й истребительный авиационный полк;
- 845-й истребительный авиационный Рижский полк;
- 845-й истребительный авиационный Рижский Краснознамённый полк;
- Войсковая часть (Полевая почта) 42176.

## История и боевой путь полка
845-й истребительный авиационный полк начал формироваться 10 декабря 1941 года при 5 запасной авиационной бригаде Сибирского военного округа в г. Новосибирск по штату 015/174 на самолётах Як-7б. Лётные кадры поступили из 20-го и 27-го запасных авиационных полков, а инженерно-технический состав — из 158-го, 191-го и 195-го иап. Окончил формирование полк 14 марта 1942 года.
После прохождения подготовки 14 марта 1942 года полк направлен в распоряжение НКО СССР в Московский военный округ на аэродром Монино Московской области. 24 июня 1942 года перелетел на аэродром Любцы и вошёл в состав ВВС Волховского фронта. На следующий день после прибытия на фронт 25 июня полк в составе ВВС 59-й армии Волховского фронта вступил в боевые действия против фашистской Германии и её союзников на самолётах Як-7б. 59-я армия находилась в обороне, удерживая плацдарм на Волхове от Дымно на севере до Любцов на юге, где начиналась полоса 52-й армии. Вместе с тем, армия проводила частные наступательные операции. Полк выполнял задачи по авиационной поддержке войск армии. Уже 6 июля 1942 года полк вышел из состава ВВС 59-й армии и продолжил боевую работу как отдельный истребительный авиационный полк в непосредственном подчинении командования ВВС Волховского фронта. 19 августа 1942 года полк вошёл в состав 279-й истребительной авиационной дивизии 14-й воздушной армии Волховского фронта, сразу приняв участие в Синявинской операции. Полк базировался на аэродроме Будогощь.
Первая воздушная победа полка в Великой Отечественной войне одержана 29 августа 1942 года: группа в 5 Як-7 выполняла задание по прикрытию своих войск над полем боя в районе Синявино-Мга-Вороново. У линии фронта выполнили атаку двух Ju-88. В результате боя пара старшего лейтенанта Прокофьева (ведомый — старший сержант Румянцев) сбила один Ju-88.
В сентябре — октябре 1942 года полк имел в боевом составе несколько самолётов «Аэрокобра», которые использовал параллельно с Як-7б. 15 марта 1943 года полк выведен из состава 279-й иад в непосредственное подчинение штаба 14-й воздушной армии. До 14 июля 1943 года полк боевой работы не вёл. На тыловом аэродроме Мякишево переформирован по штату 015/284 и освоил истребители Як-1 и Як-9. С 14 июля полк приступил к боевой работе в составе 269-й истребительной авиационной дивизии 14-й воздушной армии Волховского фронта на самолётах Як-1 и Як-9. С 15 по 27 февраля 1944 года полк по расформировании Волховского фронта в составе 269-й иад действовал на Ленинградском фронте, после чего вместе с 269-й иад передан в состав 13-й воздушной армии Ленинградского фронта.
В феврале — марте 1944 года все Як-1 исключены из боевого состава части, далее до конца войны полк эксплуатировал только самолёты Як-9. 24 апреля полк в составе 269-й иад возвращён в состав 14-й воздушной армии 3-го Прибалтийского фронта. 17 октября 1944 года вместе с 269-й иад 14-й воздушной армии передан в состав войск 2 Прибалтийского фронта.
За отличие в боях за овладение городом Рига 845-му истребительному авиационному полку 31 октября 1944 года присвоено почётное наименование «Рижский».
В ноябре 1944 года полк переформирован по штату 015/364. 27 ноября в составе 269-й иад вошёл в 4-ю воздушную армию 2-го Белорусского фронта. Весной 1945 года полк получил и эксплуатировал несколько Як-3.
845-й истребительный авиационный Рижский полк за образцовое выполнение боевых заданий командования в боях с немецкими захватчиками при овладении городами Остероде, Дойтш-Айлау и проявленные при этом доблесть и мужество Указом Президиума Верховного Совета СССР от 5 апреля 1945 года награждён орденом «Красного Знамени».

### Участие в операциях и битвах
- Синявинская операция[5] — с 19 августа 1942 года по 1 октября 1942 года.
- Прорыв блокады Ленинграда[5] — с 12 января 1943 года по 30 января 1943 года.
- Мгинская наступательная операция[5] — с 22 июля 1943 года по 22 августа 1943 года.
- Ленинградско-Новгородская операция — с 14 января 1944 года по 1 марта 1944 года.
- Новгородско-Лужская наступательная операция[5] — с 14 января 1944 года по 15 февраля 1944 года.
- Псковско-Островская операция[5] — с 17 июля 1944 года по 31 июля 1944 года.
- Тартуская наступательная операция[5] — с 10 августа 1944 года по 6 сентября 1944 года.
- Рижская операция[5] — с 14 сентября 1944 года по 22 октября 1944 года.
- Восточно-Прусская операция[5] — с 13 января 1945 года по 25 апреля 1945 года.
- Млавско-Эльбингская операция — с 14 января 1945 года по 26 января 1945 года.
- Восточно-Померанская операция[5] — с 10 февраля 1945 по 4 апреля 1945 года.
- Берлинская наступательная операция — с 16 апреля 1945 года по 8 мая 1945 года.

### В составе действующей армии
В составе действующей армии полк находился с 24 июня 1942 года по 9 мая 1945 года.

### Послевоенная история полка
После войны полк в составе своей 269-й дивизии с аэродрома Виттшток в Германии перебазировался в составе 4-й воздушной армии Северной группы войск на аэродром Пила в Польше. В 1947 году перебазировался на аэродром Легница. 20 февраля 1949 года дивизия была переименована в 131-ю истребительную авиационную Новгородскую Краснознамённую дивизию, а 25 октября 1949 года был вместе с дивизией полк передан в состав 24-й воздушной армии с перебазированием на аэродром Брандис.
В январе 1950 года полк получил 8 МиГ-15 и 1 Як-17 и приступил к освоению реактивной техники. В период с 20 по 26 октября 1951 года полк в составе 131-й иад передан из 24-й воздушной армии в 57-ю воздушную армию Прикарпатского военного округа и передислоцировался на аэродром Калинов.
В связи с массовым сокращением ВВС 18 апреля 1960 года полк расформирован в 131-й истребительной авиационной дивизии 57-й воздушной армии Прикарпатского военного округа.

## Командиры полка
- майор Боровой Валентин Петрович[1], 10.12.1941 — 12.1942
- капитан Моторный Георгий Фёдорович[1], 15.03.1943 — 22.09.1943
- майор Шуляк Иван Степанович[1], 22.09.1943 — 12.02.1944
- капитан Макаров Николай Семёнович[1], 12.02.1944 — 17.05.1944
- майор, подполковник Дрекалов Всеволод Васильевич[1], 17.05.1944 — 01.1948

## Благодарности Верховного Главнокомандующего
За проявленные образцы мужества и героизма Верховным Главнокомандующим лётчикам полка в составе 269-й иад объявлены благодарности:
- За отличия в боях при форсировании реки Великая и прорыве обороны противника, при занятии крупных населенных пунктов Шанино, Зеленово, Красногородское[10].
- За овладение городом Остров[11].
- За овладение городом Псков[12].
- За овладение городом Тарту[13].
- За овладение городом Валга[14].
- За овладение городом Рига[15].
- За овладение городами Млава, Дзялдов (Зольдау) и Плоньск[16].
- За вторжение в южные районы Восточной Пруссии[17].
- За овладение городами Остероде и Дейч-Эйлау[18].
- За овладение городами Шлохау, Штегерс, Хаммерштайн, Бальденберг, Бублиц[19].
- За овладение городом Кёзлин[20].
- За овладение городом и крепостью Грудзёндз[21].
- За овладение городами Гнев и Старогард[22].
- За овладение городами Бытув и Косьцежина[23].
- За овладение городом и военно-морской базой Гдыня[24].
- За овладение городами Пренцлау, Ангермюнде[25].
- За овладение городами Эггезин, Торгелов, Пазевальк, Штрасбург, Темплин[26].
- За овладение городами Анклам, Фридланд, Нойбранденбург, Лихен[27].
- За овладение городами Грайфсвальд, Трептов, Нойштрелитц, Фюрстенберг, Гранзее[28].
- За овладение городами Штральзунд, Гриммен, Деммин, Мальхин, Варен, Везенберг[29].
- За овладение городами Барт, Бад-Доберан, Нойбуков, Барин, Виттенберге[30].
- За овладение портом и военно-морской базой Свинемюнде[31].
- За овладение островом Рюген[32].

## Отличившиеся воины
- Бицаев Сергей Владимирович, лейтенант, командир звена 845-го истребительного авиационного полка 269-й истребительной авиационной дивизии 4-й воздушной армии 18 августа 1945 года Указом Президиума Верховного Совета СССР удостоен звания Герой Советского Союза. Золотая Звезда № 8221.
- Гуцало Александр Семёнович, капитан, штурман 845-го Рижского Краснознамённого истребительного авиационного полка (269-я истребительная авиационная Новгородская Краснознамённая дивизия, 4-я воздушная армия, 2-й Белорусский фронт). Золотая Звезда не вручена в связи со смертью.
- Лукин Василий Петрович, капитан, командир эскадрильи полка, удостоен звания Герой Советского Союза будучи командиром эскадрильи 287-го истребительного авиационного полка (269-й истребительной авиационной дивизии 14-й воздушной армии 3-го Прибалтийского фронта. Золотая Звезда № 5410.
- Полуновский Валерий Фёдорович, старший лейтенант, командир авиационной эскадрильи 845-го истребительного авиационного полка (269-я истребительная авиационная дивизия, 14-я воздушная армия, Волховский фронт), Указом Президента СССР от 11 декабря 1990 года удостоен звания Герой Советского Союза. Золотая Звезда № 11636.

## Лётчики-асы полка
| Фамилия, имя отчество         | Награды | Сбито самолётов (+ в группе) | Примечание |
| ----------------------------- | ------- | ---------------------------- | --- |
| Бицаев Сергей Владимирович    |         | 15 + 0                       | Лётчик полка: дек. 1943 — май 1945. Боевых вылетов: 263; воздушных боёв: 67 |
| Близоруков Борис Леонидович   |         | 5 + 0                        | Лётчик полка: июнь 1943 — май 1945. |
| Боган Владимир Фёдорович      |         | 5 + 0                        | Лётчик полка: июнь 1944 — май 1945. Боевых вылетов: 131; воздушных боёв: 17 |
| Боровой Валентин Петрович     |         | 8 + 1                        | Командир полка: июнь — дек. 1942. Боевых вылетов: 212 |
| Власов Василий Михайлович     |         | 6 + 1                        | Лётчик полка: июнь — сент. 1944. Пропал без вести 6 сентября 1944 г. Не вернулся с боевого задания. |
| Гвановский Лев Викторович     |         | 6 + 0                        | Лётчик полка: июнь 1943 — май 1945. Боевых вылетов: 174 |
| Гошко Степан Семёнович        |         | 8 + 3                        | Лётчик полка: апр. — май 1945. Боевых вылетов: 215. Сбит в воздушном бою 06.09.1944 г., ранен, попал в плен, освобождён через две недели. |
| Гуцало Александр Семёнович    |         | 11 + 1 (2)                   | Лётчик полка: июль 1943 — май 1945. Боевых вылетов: 494; воздушных боёв: 52. Умер 28 января 1946 г. от инфекционного заболевания. Награждён посмертно. Представлен к званию ГСС за 18 лично сбитых самолётов противника и 3 в группе. |
| Задворных Борис Васильевич    |         | 7 + 1                        | Лётчик полка: июнь 1943 — сент. 1944. Погиб 30 октября 1944 г. Попал в плен при выполнении боевого задания 21 сентября 1944 г., расстрелян за попытку совершить побег из лагеря военнопленных. |
| Земсков Борис Владимирович    |         | 6 + 0                        | Лётчик полка: июнь 1944 — май 1945. Боевых вылетов: 158; воздушных боёв: 32. Умер 2 января 2002 г. |
| Лукин Василий Петрович        |         | 16 + 1                       | Лётчик полка: сент. 1943 — июнь 1944. Боевых вылетов: 355; воздушных боёв: 40. Умер 7 декабря 1985 г. |
| Полуновский Валерий Фёдорович |         | 6 + 0 (3)                    | Лётчик полка: 1943 — март 1944. Боевых вылетов: 129; воздушных боёв: 46. Умер в октябре 1998 г. Участвовал в боевых действиях с февраля 1942 г. в составе 691-го нбап, выполнил около 400 боевых вылетов на У-2. 27.03.1944 сбит в воздушном бою, попал в плен. Освобождён после войны. Итоговый боевой счёт в 13 личных воздушных побед (одна из них таранным ударом), представленный в мемуарной и историко-публицистической литературе, не подтверждается какими-либо документами ЦАМО РФ |
| Поправко Алексей Степанович   |         | 8 + 1                        | Лётчик полка: апр. 1943 — сент. 1944. Пропал без вести 6 сентября 1944 г. Не вернулся с боевого задания. |
| Савельев Сергей Иванович      |         | 8 + 0                        | Лётчик полка: март 1944 — фев. 1945. Боевых вылетов: 118 (14.02.1945). Участвовал в боевых действиях с января 1942 г. в составе 691 нбап/сап и ораэ, выполнил 291 боевой вылет на У-2 и 31 на И-16. Пропал без вести 25 февраля 1945 г. Не вернулся с боевого задания. |
| Шандаков Виктор Николаевич    |         | 6 + 0                        | Лётчик полка: июль 1943 — май 1945. Боевых вылетов: 209 |
| Шевченко Тарас Григорьевич    |         | 6 + 0                        | Лётчик полка: июль 1944 — май 1945. Боевых вылетов: 101 |
| Щербаков Лев Петрович         |         | 6 + 0                        | Лётчик полка: май 1944 — май 1945. Боевых вылетов: 557 (включая 380 боевых вылетов на У-2). До переучивания на истребители воевал в ночной легкобомбардировочной авиации. |
| Яковлев Николай Григорьевич   |         | 8 + 0                        | Лётчик полка: апр. 1944 — май 1945. |

## Итоги боевой деятельности полка
Всего за годы Великой Отечественной войны полком:
| Выполнено боевых вылетов | Проведено воздушных боёв | Сбито самолётов в воздухе | Уничтожено самолётов всего |
| ------------------------ | ------------------------ | ------------------------- | -------------------------- |
| 7116                     | 283                      | 267 (+ 2 аэростата)       | 282                        |

Свои потери:
| Потеряно самолётов, всего | Погибло лётчиков всего |
| ------------------------- | ---------------------- |
| 89                        | 57                     |

## Самолёты на вооружении
| Период         | Самолёты | Фото          | Период         | Самолёты | Фото   |
| -------------- | -------- | ------------- | -------------- | -------- | ------ |
| 12.1941 — 1943 | Як-7б    | Як-7          | 03.1943 — 1944 | Як-1     | И-26   |
| 03.1943 — 1945 | Як-9     | Як-9          | 05.1945 — 1950 | Як-3     | Як-3   |
| 1950 — 1951    | Як-17    | Яковлев Як-17 | 1950 — 1954    | МиГ-15   | МиГ-15 |
| 1954 — 1960    | МиГ-17   | МиГ-17        |                |          |        |

## Базирование
| Период                  | Аэродром                |
| ----------------------- | ----------------------- |
| 05.1945 — 06.1945       | Витшток, Германия       |
| 06.1945 — 1947          | Пила, Польша            |
| 1947 — 23.10.1949       | Легница, Польша         |
| 23.10.1949 — 20.10.1951 | Брандис, Германия       |
| 20.10.1951 — 18.04.1960 | Калинов, Украинская ССР |